# Koralakoppa, Bhadravati
Koralakoppa là một làng thuộc tehsil Bhadravati, huyện Shimoga, bang Karnataka, Ấn Độ.